# Paul Demeny
Paul Demeny (Douai, 8 febbraio 1844 – Arcueil, 30 novembre 1918) è stato un poeta francese.

## Biografia
Stabilitosi a Parigi, divenne co-direttore della casa editrice Librairie artistique, dove pubblicò nel 1870 la sua prima raccolta di versi, Les Glaneuses (Le spigolatrici). Tra i fondatori, nel 1878, della rivista letteraria «La Jeune France», vi pubblicò le sue poesie e i suoi drammi teatrali.
Demeny ricevette al tempo una certa considerazione: «Le sue poesie si raccomandano per i sentimenti delicati ed elevati; vi si trova un certo misticismo, un'ispirazione romantica e una nota patriottica molto accentuata».
La fama di Demeny resta legata al rapporto intrattenuto con Arthur Rimbaud, che gli affidò il manoscritto di 22 poesie note come Cahier de Douai (Quaderno di Douai) e gl'indirizzò nel 1871 la famosa Lettre du Voyant (Lettera del Veggente).

## Opere
- Les Glaneuses, poesie, 1870
- La Flèche de Diane, commedia in un atto e in versi, 1870
- La Sœur du fédéré, poema, 1871
- Lied de la cloche, traduzione da Schiller, 1872
- Les Visions, 1873
- La Robe de soie, poema, 1877
- L'Âme de Racine, scena drammatica in versi, 1892